# The Phone House

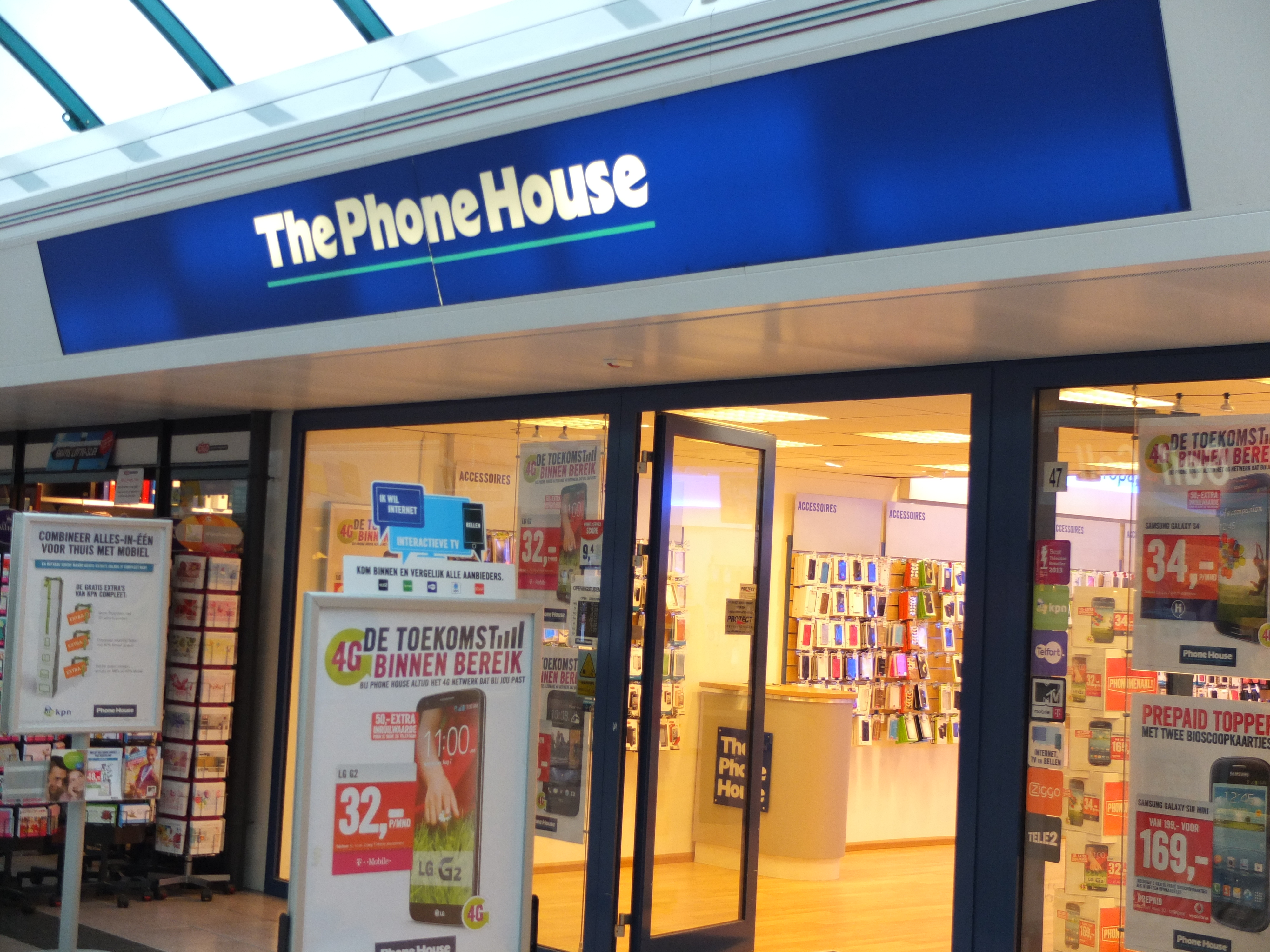
voormalig filiaal van The Phone House in Vught in 2014

The Phone House is een bedrijf dat mobiele en vaste telefonie, televisie, energie en internet aanbiedt. Ook verkoopt het daaraan gerelateerde zaken zoals telefoonverzekeringen en telefonie-accessoires. Phone House is actief in verschillende Europese landen en was actief in Nederland en België.
Het bedrijf richt zich op de zakelijke en de particuliere markt en biedt abonnementen aan van KPN, Vodafone, T-mobile, Tele2, Ben, Lebara en Budget Mobiel. Ook biedt het bedrijf telefoons en accessoires aan van merken als Apple, Samsung, Oppo, Nokia en Huawei.

## Geschiedenis
Het bedrijf kwam voort uit Carphone Warehouse Group Plc., die in 1989 in Londen werd opgericht met £ 6000 spaargeld door Charles Dunstone. De expansie van Carphone Warehouse naar het Europese vasteland vond plaats onder de merknaam The Phone House.
Sinds 2011 heeft Carphone Warehouse/Dixons Carphone in verschillende landen Phone House-dochters afgestoten. Zo werden in 2011 de Belgische Phone House winkels overgenomen door telecom-operator Belgacom. In 2011 werd de naam The Phone House veranderd in Phone House.
In 2014 werd Carphone Warehouse met haar Europese Phone House-dochterorganisaties overgenomen door de beursgenoteerde Britse Dixons Carphone Group. In 2015 werd Phone House Nederland overgenomen door Relevant Holdings die tevens eigenaar van telecomketen Optie 1 is. Later dat jaar nam Relevant Holding tevens de BAS groep over waar Dixons, MyCom en iCentre onder vallen.
Op 13 februari 2017 werd door Relevant Holdings het faillissement aangevraagd voor The Phone House Netherlands bv, The Phone House Retail bv, en Typhone E-concepts bv. Dit werd op 14 februari uitgesproken door de rechtbank Midden-Nederland. De keten had 144 winkels waaronder 74 franchisehouders die buiten het faillissement vielen. Bij de eigen vestigingen en de holding werkten 806 mensen. Een aantal van de franchisenemers in Nederland verenigden zich na het faillissement in een coöperatie onder de naam Phone House, anno 2023 zijn er in totaal 80 vestigingen in Nederland.